# Густаво Гутьєррес
Густаво Гутьєррес Меріно (ісп. Gustavo Gutiérrez Merino; 8 червня 1928, Ліма, Перу — 22 жовтня 2024, Ліма) — перуанський філософ, католицький богослов і домініканський священник, якого вважають одним з засновників і найавторитетніших представників латиноамериканської теології визволення (цей термін він вперше використав 1967 року) — радикального спрямування лівого штибу в католицизмі, що активно розвивався у 1960—1980-х роках.
Вивчав медицину та літературу в Національному університеті Сан-Маркос, а потім теологію на богословському факультеті Лувенського університету (Бельгія) та у Ліоні (Франція). Викладав у Мічиганському університеті, Гарварді, Кембриджі, Берклі, Монреальському університеті й інших навчальних закладах. На батьківщині був професором теології у Католицькому університеті Ліми. З 2001 року був професором богослов'я, очолюючи кафедру кардинала Джона О'Гари в Університеті Нотр-Дам, а раніше був гостьовим професором у багатьох великих університетах Америки та Європи.
Особливу увагу приділяв становищу пригноблених і знедолених. У центрі його теологічної думки — зв'язок порятунку та звільнення через «кращий вибір на користь бідних», зокрема акцент на поліпшенні матеріальних умов незаможних. У межах своєї школи думки ставив два питання: (1) Чи проходять два напрями розвитку людства — світське і релігійне (надприродне одкровення) — паралельно й окремо, ведучи у два повністю відокремлені одне від одного галузі знання життя? Чи «людство в глибокій єдності з самим собою покликане Богом розвивати себе і суспільство в релігійному й етичному плані?»; (2) «Як ми передаємо бідним, що Бог любить їх?». Тому його методологія часто критикує соціально-економічну несправедливість, яку він вважав відповідальною за бідність у Латинській Америці, а також найвище духовенство в католицькій церкві.

## Біографія

### Ранні роки й освіта
Народився в бідній сім'ї метисів, предками якої були як іспанські переселенці, так і корінні американці. У підлітковому віці страждав на остеомієліт і часто бував прикутий до ліжка. Йому доводилося користуватися інвалідним візком з 12 до 18 років. Одначе, він описує цей час як формувальний досвід, що прищепив цінність надії через молитву і любов до сім'ї та друзів і зрештою глибоко вплинув на його інтерес до богослов'я.
Спочатку вивчав медицину та літературу в Національному університеті Сан-Маркос, але потім усвідомив, що хоче стати священником і вступив до семінарії у Сантьяго (Чилі). Ще під час навчання на психіатра вступив до Католицької акції. Свої богословські дослідження продовжив у Європі, у Лувенському та Ліонському університетах, де серед його викладачів були Анрі де Любак, Ів Конґар, Марі-Домінік Шеню, Крістіан Дюкок. Саме тут Гутьєррес познайомився з навчаннями домініканців і єзуїтів, на нього вплинули роботи Едварда Схіллебекса, Карла Ранера, Ганса Кюнга та засновника «політичної теології» Йоганна Баптіста Метца, у якого він стажувався в Мюнстерському університеті. Свою роль у становленні його світогляду відіграли і такі протестантські богослови, як Карл Барт, і такі вчені-суспільнознавці, як Франсуа Перру з його теорією полюсів зростання.

### Джерела ідей і натхнення

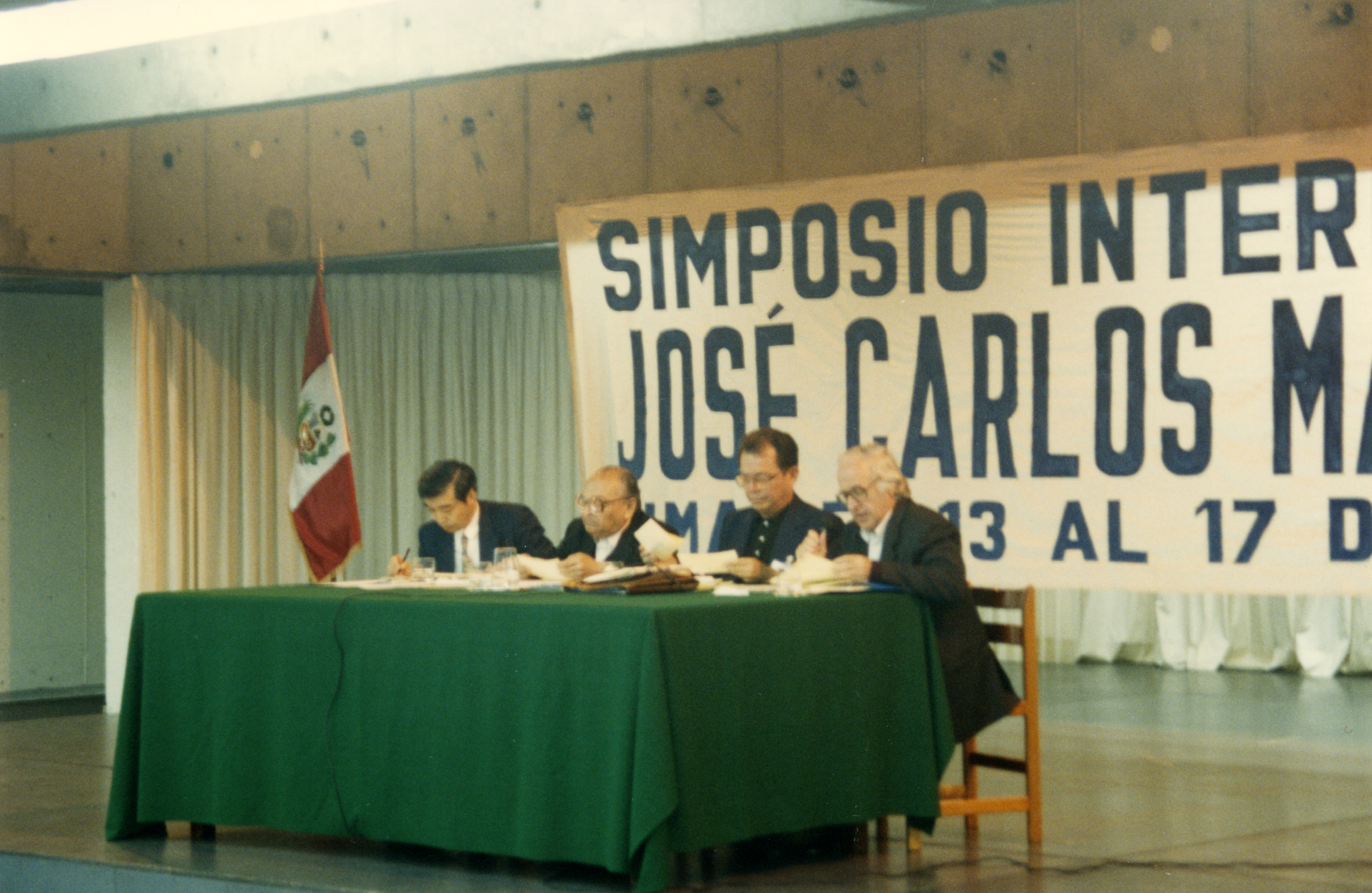
Гутьєррес (другий ліворуч) на міжнародному симпозіумі до 100-річчя засновника Перуанської комуністичної партії Хосе Карлоса Маріатегі, чиї ідеї вплинули на його світогляд

### Створення теології визволення

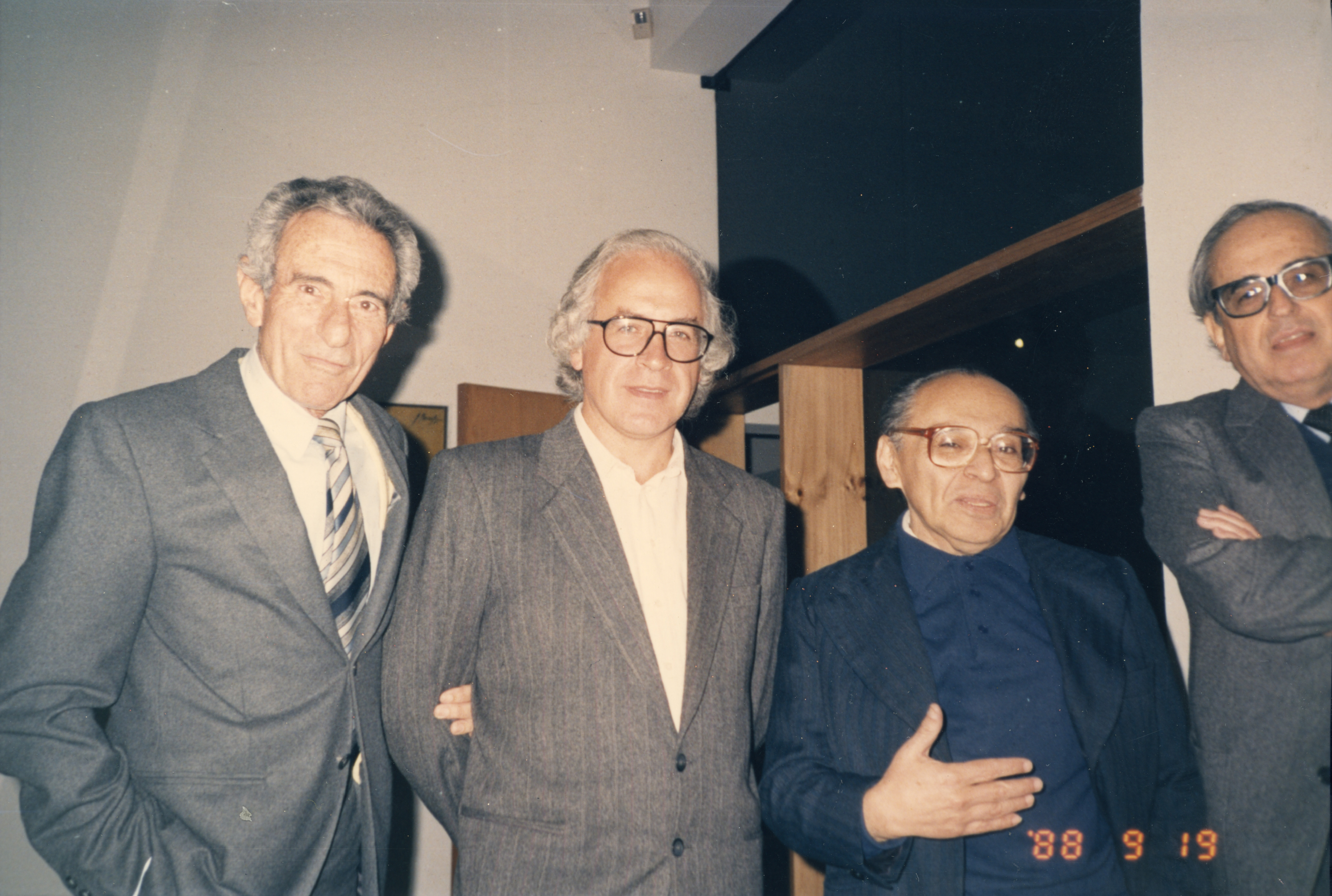
Перуанські інтелектуали Леопольдо Чьяппо, Антоніо Меліс, Густаво Гутьєррес і Хав'єр Маріатегі

## Спадщина

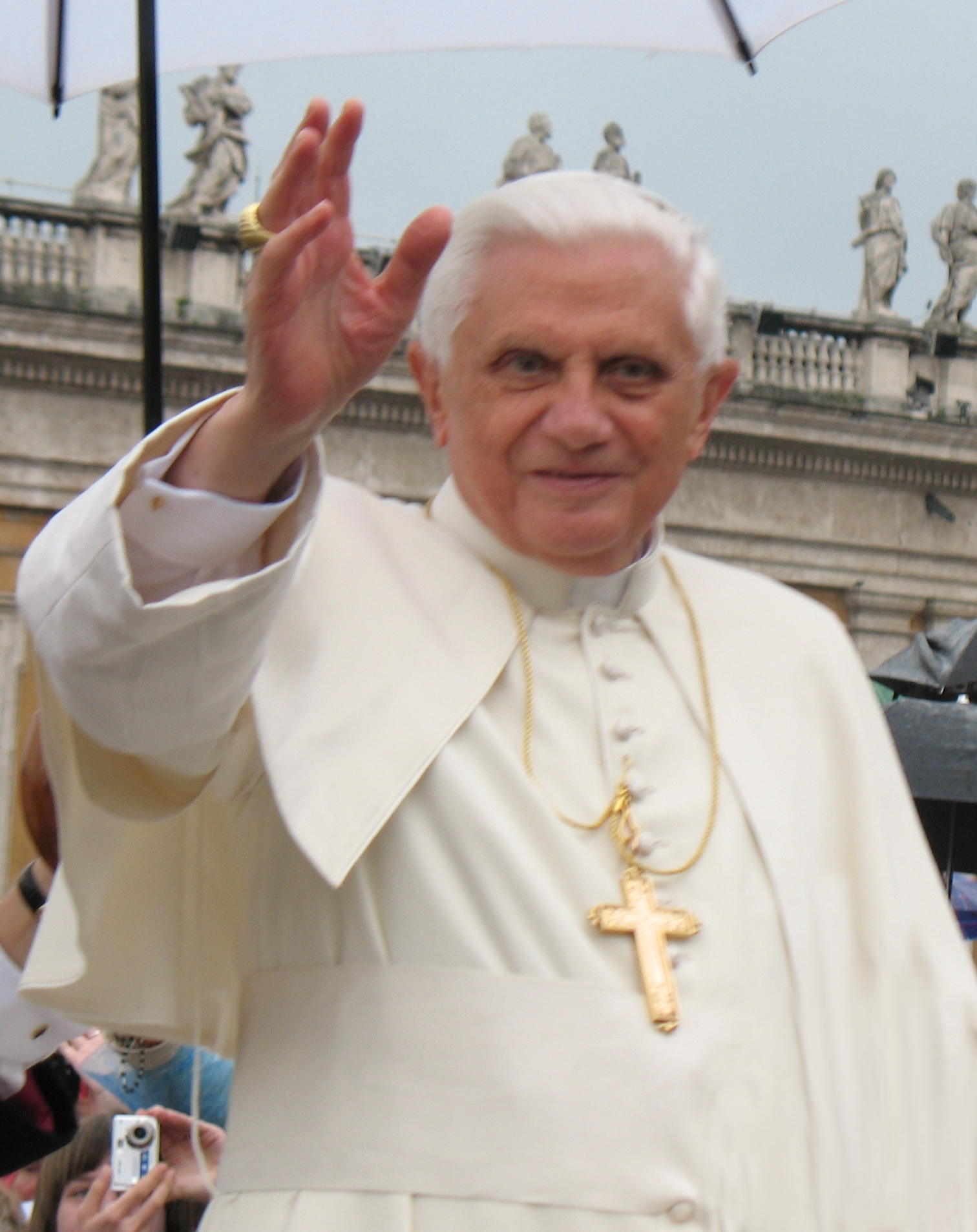
Йозеф Ратцінгер (майбутній папа Бенедикт XVI) повторив побоювання консервативних єпископів з приводу богословських аргументів Гутьєрреса, попросивши, щоб перуанські священнослужителі повідомили про його діяльність та провели розслідування у Ватикані.